# Generałowie Polski Niepodległej
Generałowie Polski Niepodległej – praca polskich autorów Tadeusza Kryska-Karskiego i Stanisława Żurakowskiego. 
Pierwsze wydanie w Londynie w 1976, drugie wydanie w 1991 pod redakcją Macieja Sobieraja wydana przez Editions Spotkania zawiera 659 zwięzłych biogramów polskich marszałków i generałów. Autorzy uwzględnili „awanse generalskie od chwili odzyskania Niepodległości w 1918 roku, awanse dokonane przez Rząd RP na Obczyźnie podczas drugiej wojny światowej i awanse późniejsze, przeprowadzone przez władze RP na Obczyźnie”.